# Molophilus (Molophilus) neodiceros
Molophilus (Molophilus) neodiceros is een tweevleugelige uit de familie steltmuggen (Limoniidae). De soort komt voor in het Neotropisch gebied.